# Янг (Аризона)
Янг (англ. Young) — переписна місцевість (CDP) в США, в окрузі Гіла штату Аризона. Населення — 588 осіб (2020).

## Географія
Янг розташований за координатами 34°7′28″ пн. ш. 110°56′17″ зх. д. / 34.12444° пн. ш. 110.93806° зх. д. (34.124439, -110.938084).  За даними Бюро перепису населення США в 2010 році переписна місцевість мала площу 123,86 км², з яких 123,77 км² — суходіл та 0,09 км² — водойми.

## Демографія
Згідно з переписом 2010 року, у переписній місцевості мешкало 666 осіб у 320 домогосподарствах у складі 193 родин. Густота населення становила 5 осіб/км².  Було 667 помешкань (5/км²).
Расовий склад населення:
| - 93,7 % — білих - 3,2 % — корінних американців - 0,3 % — азіатів |

До двох чи більше рас належало 2,0 %. Частка іспаномовних становила 6,5 % від усіх жителів.
За віковим діапазоном населення розподілялося таким чином: 16,5 % — особи молодші 18 років, 55,6 % — особи у віці 18—64 років, 27,9 % — особи у віці 65 років та старші. Медіана віку мешканця становила 56,1 року. На 100 осіб жіночої статі у переписній місцевості припадало 114,1 чоловіків;  на 100 жінок у віці від 18 років та старших — 108,2 чоловіків також старших 18 років.
Середній дохід на одне домашнє господарство  становив 47 921 долар США (медіана — 48 281), а середній дохід на одну сім'ю — 57 879 доларів (медіана — 66 509). За межею бідності перебувало 10,0 % осіб, у тому числі 0,0 % дітей у віці до 18 років та 8,6 % осіб у віці 65 років та старших.
Цивільне працевлаштоване населення становило 87 осіб. Основні галузі зайнятості: транспорт — 36,8 %, будівництво — 21,8 %, освіта, охорона здоров'я та соціальна допомога — 13,8 %, виробництво — 12,6 %.